# Tassy Johnson
Tassy Johnson (22 de setembro de 1916 — 24 de abril de 1981) foi um ciclista australiano que competiu pela Austrália nos Jogos Olímpicos de Verão de 1936.